# Города Сибирского федерального округа
По состоянию на 2019 год в Сибирском федеральном округе 113 городов, из них
- 3 города-миллионника,
- 5 крупнейших (население от 500 тыс. до 1 млн жителей),
- 0 крупных (население от 250 тыс. до 500 тыс. жителей),
- 11 больших (население от 100 тыс. до 250 тыс. жителей),
- 18 средних (население от 50 тыс. до 100 тыс. жителей),
- 76 малых (население менее 50 тыс. жителей).

Ниже приведён список всех городов.

## Республика Алтай
Средние города
- Горно-Алтайск ↘64 508[1]

## Алтайский край
Крупнейшие города
- Барнаул ↘620 419[1]

Большие города
- Бийск ↘180 851[2]
- Рубцовск ↘123 379[3]

Средние города
- Новоалтайск ↗73 511[3]

Малые города
- Алейск ↘25 380[4]
- Белокуриха ↘14 735[4]
- Горняк ↘10 112[4]
- Заринск ↘41 272[4]
- Змеиногорск ↘9410[4]
- Камень-на-Оби ↘32 385[4]
- Славгород ↘27 900[4]
- Яровое ↗16 528[3]

## Иркутская область
Крупнейшие города
- Иркутск ↘606 369[1]

Большие города
- Ангарск ↘217 365[3]
- Братск ↘220 097[3]

Средние города
- Усолье-Сибирское ↘74 762[4]
- Усть-Илимск ↘79 570[4]
- Черемхово ↗53 958[4]

Малые города
- Алзамай ↘5373[4]
- Байкальск ↗13 199[4]
- Бирюсинск ↗8632[4]
- Бодайбо ↘8921[4]
- Вихоревка ↗21 719[4]
- Железногорск-Илимский ↘21 621[4]
- Зима ↗30 640[4]
- Киренск ↘10 998[4]
- Нижнеудинск ↘29 995[4]
- Саянск ↘35 561[4]
- Свирск ↗15 485[4]
- Слюдянка ↘18 058[4]
- Тайшет ↗34 491[4]
- Тулун ↘38 440[4]
- Усть-Кут ↘36 918[4]
- Шелехов ↘41 998[4]

## Кемеровская область
Крупнейшие города
- Кемерово ↘544 600[1]
- Новокузнецк ↘531 186[3]

Большие города
- Прокопьевск ↘172 618[3]

Средние города
- Междуреченск ↘96 174[4]
- Ленинск-Кузнецкий ↘92 244[4]
- Киселёвск ↘83 431[4]
- Юрга ↘79 693[4]
- Анжеро-Судженск ↘66 583[4]
- Белово ↘68 542[4]

Малые города
- Берёзовский ↘44 073[4]
- Осинники ↘40 367[4]
- Мыски ↘40 109[4]
- Мариинск ↗40 779[4]
- Топки ↘27 158[4]
- Полысаево ↘25 631[4]
- Тайга ↘22 375[4]
- Гурьевск ↘22 134[4]
- Таштагол ↘21 980[4]
- Калтан  ↗21 752[4]

## Красноярский край
Города-миллионеры
- Красноярск ↗1 205 473[1]

Большие города
- Ачинск ↘99 665[3]
- Норильск ↗176 735[5]

Средние города
- Железногорск ↗82 723[4]
- Зеленогорск ↘54 279[4]
- Канск ↘86 816[4]
- Лесосибирск ↘55 730[4]
- Минусинск ↘68 603[3]
- Назарово ↘45 333[4]

Малые города
- Артёмовск ↘1492[6]
- Боготол ↘18 206[4]
- Бородино ↘15 174[4]
- Дивногорск ↘27 477[4]
- Дудинка ↘19 309[5]
- Енисейск ↘17 537[4]
- Заозёрный ↘9954[6]
- Игарка ↘3559[5]
- Иланский ↗15 945[4]
- Кодинск ↘13 324[4]
- Сосновоборск ↘40 442[4]
- Ужур ↘14 134[4]
- Уяр ↗12 036[4]
- Шарыпово ↘33 961[4]

## Новосибирская область
Города-миллионеры
- Новосибирск ↘1 633 851[1]

Большие города
- Бердск ↘102 760[3]

Средние города
- Искитим ↗57 147[4]

Малые города
- Барабинск ↘27 648[4]
- Болотное ↗15 644[4]
- Карасук ↘24 890[4]
- Каргат ↘8316[4]
- Куйбышев ↘41 946[4]
- Купино ↗15 065[4]
- Обь ↗30 369[4]
- Татарск ↗23 711[4]
- Тогучин ↘20 766[4]
- Черепаново ↗19 900[4]
- Чулым ↗11 034[4]

## Омская область
Города-миллионеры
- Омск ↘1 104 485[1]

Малые города
- Исилькуль ↘20 050[7]
- Калачинск ↘20 825[7]
- Называевск ↘10 236[7]
- Тара ↗27 146[7]
- Тюкалинск ↘9732[7]

## Томская область
Крупнейшие города
- Томск ↘545 391[1]

Большие города
- Северск ↘105 304[3]

Малые города
- Асино ↗24 913[8]
- Кедровый ↘1818[8]
- Колпашево ↘20 824[8]
- Стрежевой ↘39 169[8]

## Тува
Большие города
- Кызыл ↗130 042[1]

Малые города
- Ак-Довурак ↘12 456[4]
- Туран ↗5044[4]
- Чадан ↗9732[4]
- Шагонар ↗11 772[4]

## Хакасия
Большие города
- Абакан ↗185 804[1]

Средние города
- Черногорск ↗75 745[4]

Малые города
- Абаза ↘12 272[4]
- Саяногорск ↘44 872[4]
- Сорск ↘10 124[4]